# Yiguandao
Yiguandao en xinès:一貫道 Yīguàn Dào I-Kuan Tao, que significa Camí Consistent o Camí Persistent, també es pot traduir com Camí Únic. Segons els seus fidels, aquest nom està inspirat en una frase de Confuci: 吾道一以貫之 (wú dào yīyǐguànzhī), "un sol principi que ho explica tot". és una religio xinesa que sogeix l'any 1930 del grup de sectes Xiantiandao a Shandong. Yiguandao va ser dirigida per Zhang Tianran. Un altre nom per aquesta Fe és Zhenli Tiandao (真理天道, "Veritable Camí celestial") o simplement Tiandao (天道, "Camí del Cel").
Va esdevenir la secta més gran de la Xina, a la dècada de 1940, amb milions de seguidors. Després de l'any 1949, Yiguandao junt amb altres sectes Xiantiandao van ser prohibides per ser considerades societats secretes i cultes herètics. Però Yiguandao va ser reconeguda legalment a Taiwan el 1987. Actualment és la tercera religió de l'illa.
Aquesta religió venera els avantpassats i dona importància a la família segons el model del Confucianisme, pràctiques de cultiu segons el Taoisme i els ensenyament morals com el Budisme. Yiguandao es caracteritza per una doctrina escatològica i soteriològica que es presenta a ella mateixa com l'únic camí per la salvació.